# 黃體雞冠胎䲁
黃體雞冠胎䲁（學名：Cristiceps aurantiacus），為輻鰭魚綱䲁形目胎䲁科雞冠胎䲁屬的一個種，分布於西南太平洋澳洲新南威爾斯至紐西蘭海域，深度0至30公尺，本魚體延長略側扁，眼上方及鼻孔有觸鬚，從眼睛到上顎後部下方有明顯的深色斜帶，有時身上有散佈的深褐色斑點和不規則的淡褐色條紋，體色黃色、褐色、紅褐色或綠色，第一背鰭較高，背鰭硬棘30-32枚、背鰭軟條6-8枚、臀鰭硬棘2枚、臀鰭軟條22-24枚，體長可達22公分，棲息在岩石區海藻生長的潮池，以甲殼類及小魚為食，雌魚產附著性卵，雄魚會守護卵，幼魚為浮游性，生活習性不明。